# Бернская конференция КПГ
Бернская конференция КПГ (нем. Berner Konferenz der KPD) — XIV съезд коммунистов Германии, состоялся с 30 января по 1 февраля 1939 года в Дравее под Парижем. Вторая конференция немецких коммунистов после прихода к власти национал-социалистов. Из соображений конспирации место проведения партконференции указывался Берн.
В работе конференции приняли участие 22 эмигрировавших из Германии коммуниста, в том числе Адольф Детер, Артур Эммерлих, Эрих Юнгман, Вильгельм Кнёхель, Отто Нибергаль, Вилли Зенг и Курт Штеффельбауэр. С основным докладом выступил Вильгельм Пик. Признав провал организованного коммунистического сопротивления фашизму в Германии, конференция видела свою задачу в пересмотре решений Брюссельской конференции 1935 года и анализе непосредственной угрозы развязывания германским фашизмом мировой войны. Критике подверглись руководители Социал-демократической партии Германии, которые по мнению КПГ препятствовали созданию единого фронта рабочего класса и его антифашистского народного фронта. На конференции также была подготовлена стратегия и тактика партийной работы в изменившихся условиях с учётом опыта, полученного народным фронтом в Испании и Франции.
Бернская конференция призвала к сплочению всех антифашистов Германии для свержения Гитлера и предотвращения угрозы войны. На конференции были развиты идеи Брюссельской конференции о стратегии и тактике партии и была принята программа действий по созданию демократической республики после свержения фашизма. Объединёнными усилиями всех противников Гитлера в народном фронте предполагалось создать новую демократическую республику. Материальная база фашизма должна быть ликвидирована путём конфискации собственности монополистического капитала и проведения земельной реформы. Бернская конференция единогласно утвердила изменения в личном составе Центрального комитета партии и резолюцию «Путь к свержению Гитлера и борьба за новую демократическую республику».